# Ракетоплан

ракетоплан He-176 — первый ракетоплан и реактивный самолёт (Германия)

Ракетоплан — вид аэроплана; согласно Константину Эдуардовичу Циолковскому, подобен обыкновенному аэроплану, но имеет по сравнению с аэропланом небольшие крылья и у него нет воздушного винта, обладает очень сильным мотором, который выбрасывает продукты горения через особые конические трубы назад к кормовой части снаряда
Возможное определение ракетоплана — планёр с бортовыми маршевыми ракетными двигателями, то есть ракетный планёр (ракетопланёр). Краткая форма слова «ракетопланёр», соответственно — «ракетоплан».
Определения, виды и типы ракетопланов:
- изначальное (1920—1950-е годы) название самолёта с ракетными (жидкостными, твердотопливными или гибридными) двигателями, например:
  - He-176;
  - БИ-1;
  - X-1;
- с началом космической эпохи (1960-е годы) название стало применяться в том числе и к запускаемым с самолётов-носителей или ракетами-носителями суборбитальным гиперзвуковым самолётам и орбитальным (воздушно-космическим) самолётам-космопланам[2][3], например:
  - X-15;
  - X-20;
  - орбитальный самолёт в «Спирали»;
  - космический корабль многоразового использования «Спейс шаттл»;
  - космический корабль многоразового использования «Буран»;
  - орбитальный самолёт в Многоцелевой авиационно-космической системе (МАКС);
  - суборбитальные космические корабли многоразового использования SpaceShipOne (SS1) и SpaceShipTwo (SS2).

Ныне термин используется ограниченно, его в значительной мере сменили термины многоразовый транспортный космический корабль/система (МТКК/МТКС) (в том числе космический челнок от англ. shuttle) и авиационно-космическая система (АКС), в которых вторая ступень-космоплан или вся АКС-космолёт является ракетопланом. Таким образом — преимущественно многоразовый (возвращаемый) летательный аппарат самолётной аэродинамической схемы — с несущими поверхностями, создающими аэродинамическую подъёмную силу (крыльями и/или несущим корпусом), который оснащён собственными (бортовыми, неотделяемыми в течение всего полёта) маршевыми (разгонными и/или доразгонными, обеспечивающими полёт с набором и поддержанием высоты) ракетными двигателями, используемыми на активном участке траектории, а снижающийся (возвращающийся) и совершающий посадку, в основном, как планёр (при необходимости возможны установка и использование вспомогательных турбореактивных или иных двигателей, либо применение парашюта на конечном участке перед приземлением, подобно спускаемым аппаратам космических кораблей однократного использования). В редких случаях (некоторые проекты) ракетоплан мог быть одноразовым, например, в проекте планирующего ракетоплана с термоядерной боевой частью, разработанном ОКБ-156 Андрея Туполева; в этих случаях ракетоплан можно рассматривать как разновидность крылатой ракеты — в данном случае планирующей ракеты.

## История
Проекты ракетопланов появились в 1920—1930-х годах в связи с появлением технологии ЖРД и применением этих двигателей в многочисленных разработках самолётов в технологически передовых странах, начиная с первого ракетно-реактивного самолёта He-176 (Германия).
В 1944 году в Германии создан нереализованный детальный проект Зенгера «Зильберфогель», наиболее технологически революционного ракетоплана — дальнего гиперзвукового бомбардировщика, совершающего суборбитальный полёт у границы атмосферы, используя движение по траектории волны, а не планирующего спуска.
В США в 1950—1960-е годы и позже были созданы запускаемые с самолётов-носителей экспериментальные ракетопланы, в том числе первый в мире гиперзвуковой самолёт — суборбитальный пилотируемый космоплан North American X-15, также Bell X-1, Lockheed D-21, Boeing X-43 и другие. Подобные (но не суборбитальные) системы были также во Франции (Ледюк) и других странах.
Ракетопланы-космопланы были вторыми ступенями в первых проектах МТКК X-20 США, «Лапоток», «Спираль», ЛКС СССР и др., в первых реализованных МТКК «Спейс шаттл» США и «Буран» СССР, а также в первом частном суборбитальном космоплане SpaceShipOne и многочисленных нереализованных и продолжающихся проектах МТКК и АКС разных стран и компаний.

## Фотографии

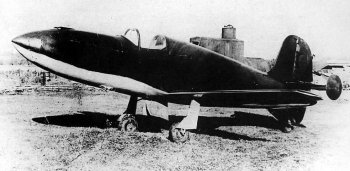
ракетоплан БИ-1 — первый советский ракетоплан
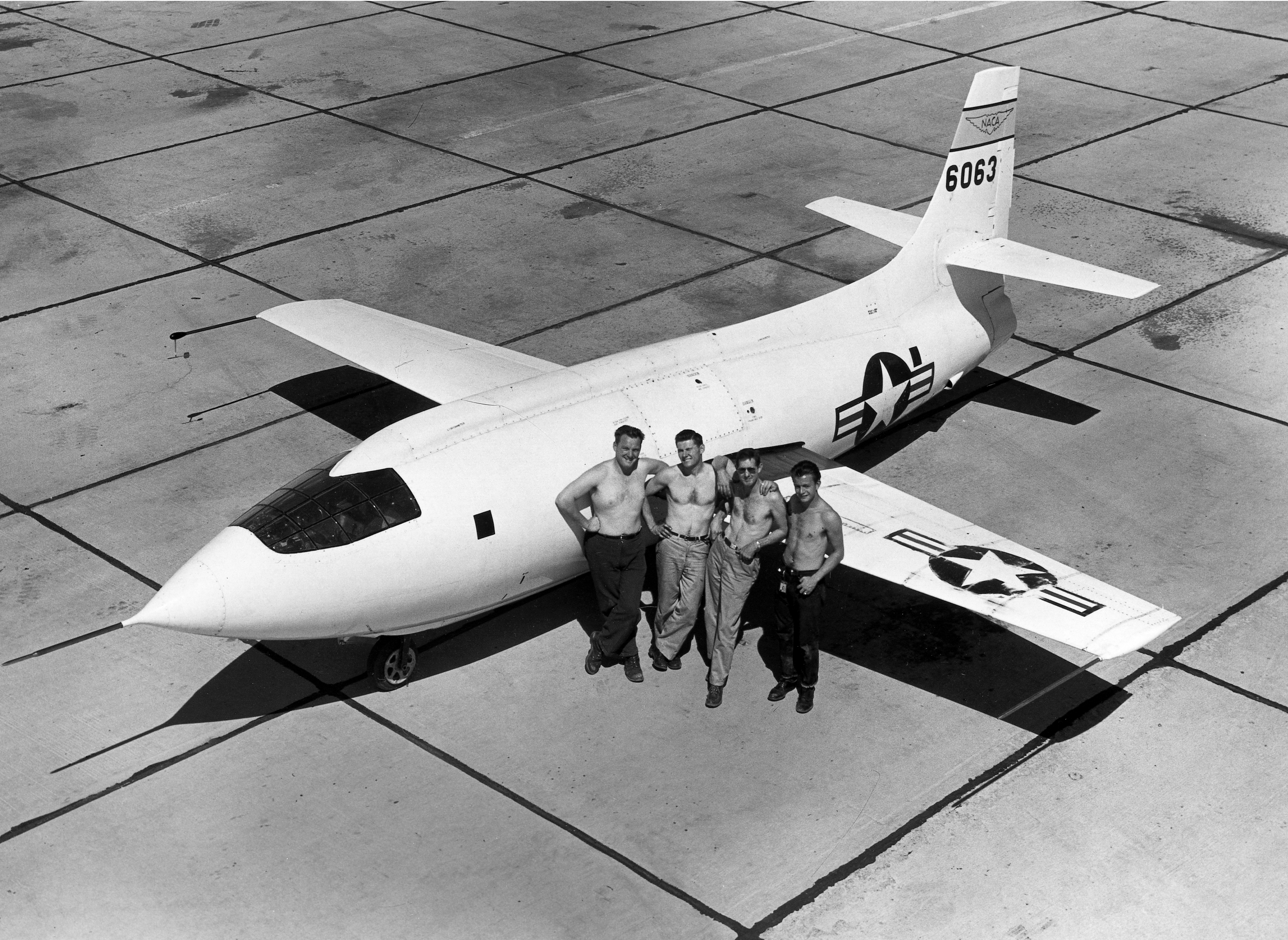
ракетоплан X-1 — первый рекордный ракетоплан США
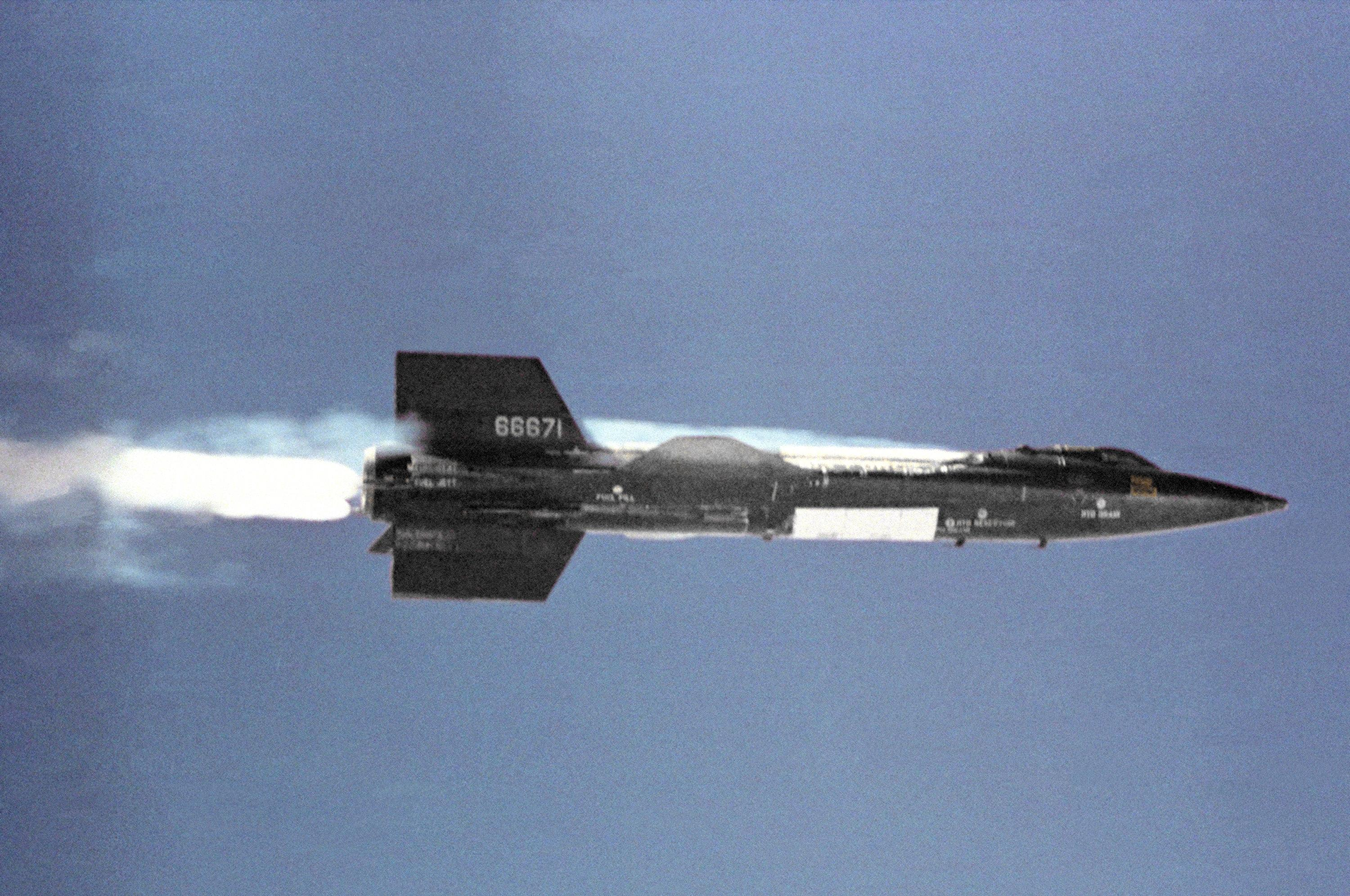
ракетоплан X-15 — первый гиперзвуковой суборбитальный самолёт
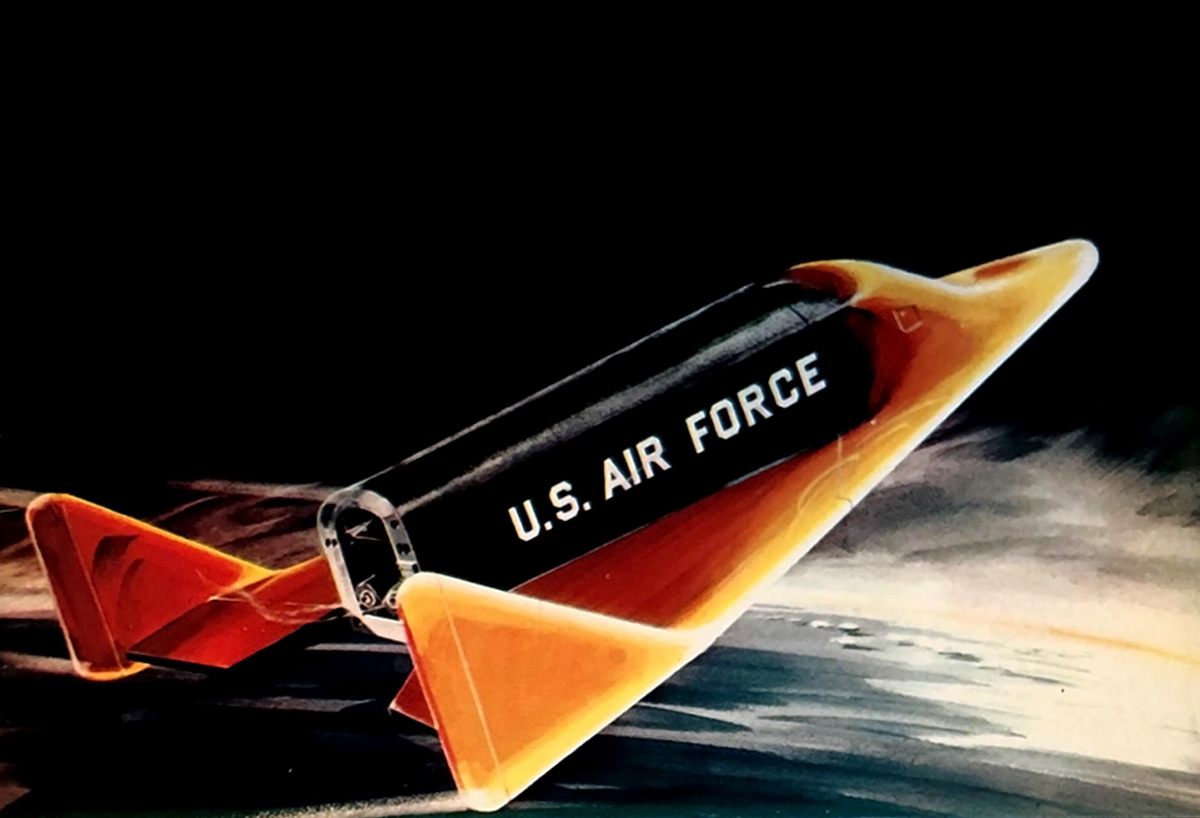
ракетоплан-космоплан в проекте X-20
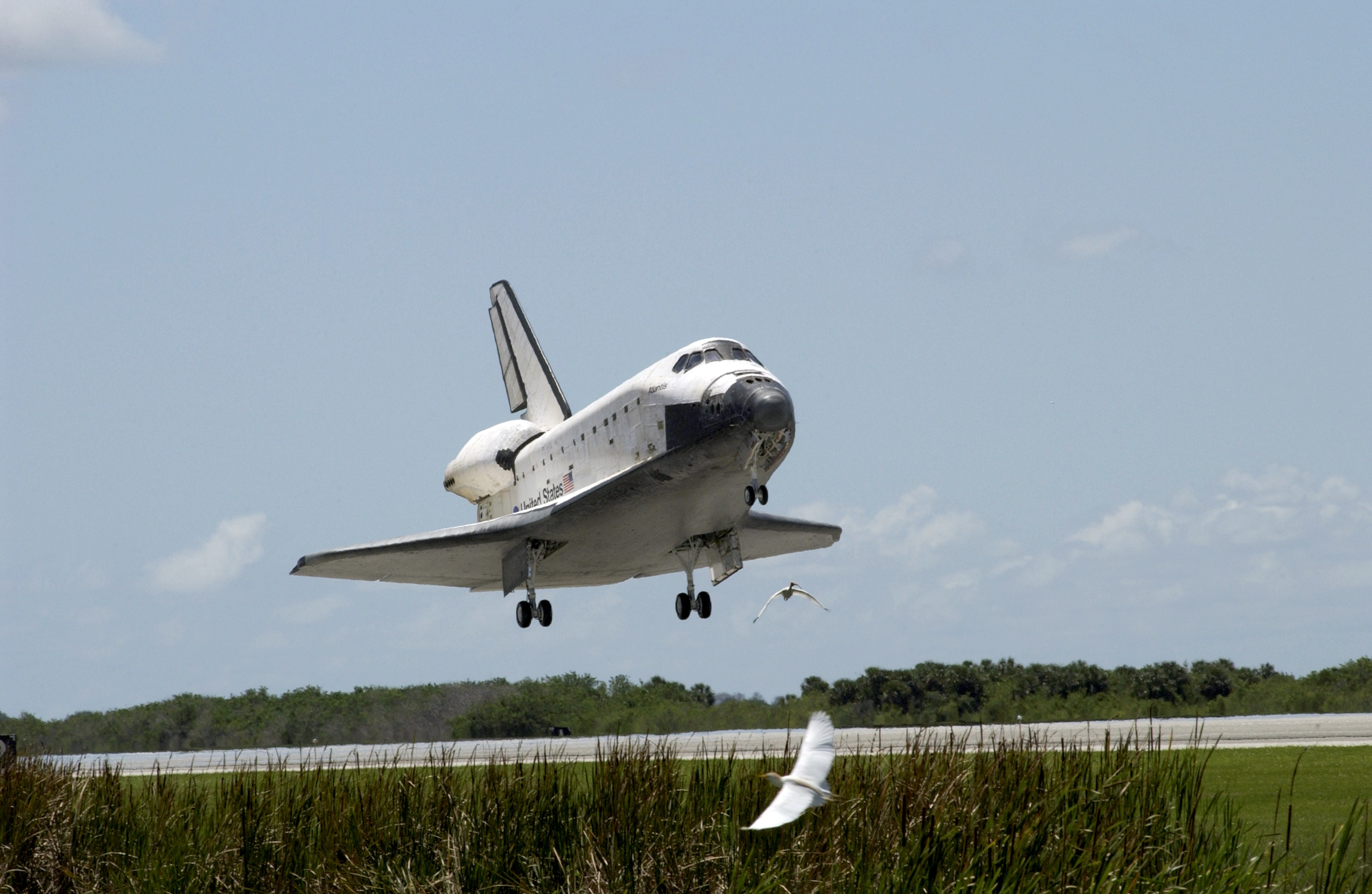
ракетоплан-космоплан первой МТКК Спейс шаттл
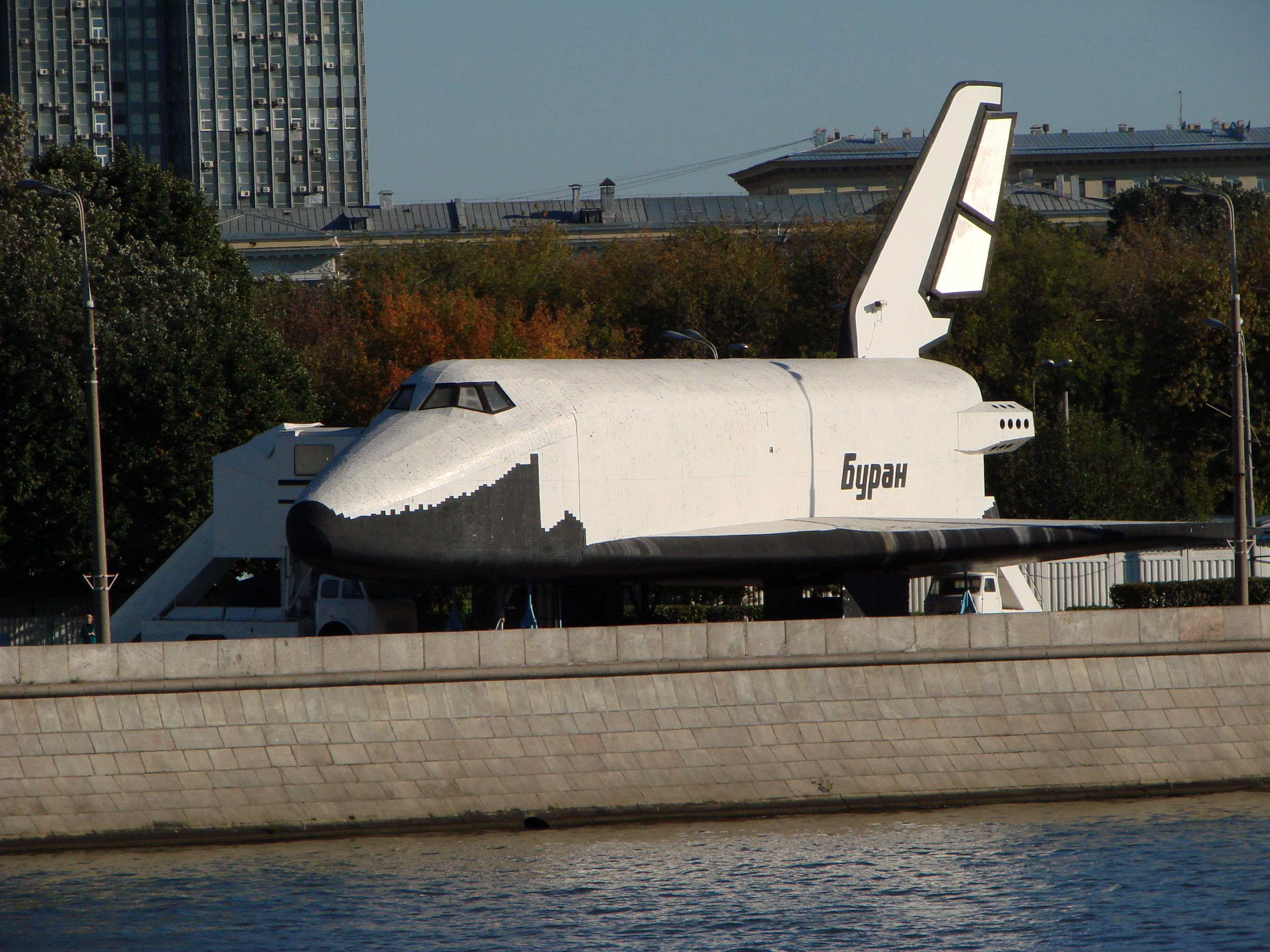
ракетоплан-космоплан второй МТКК Буран
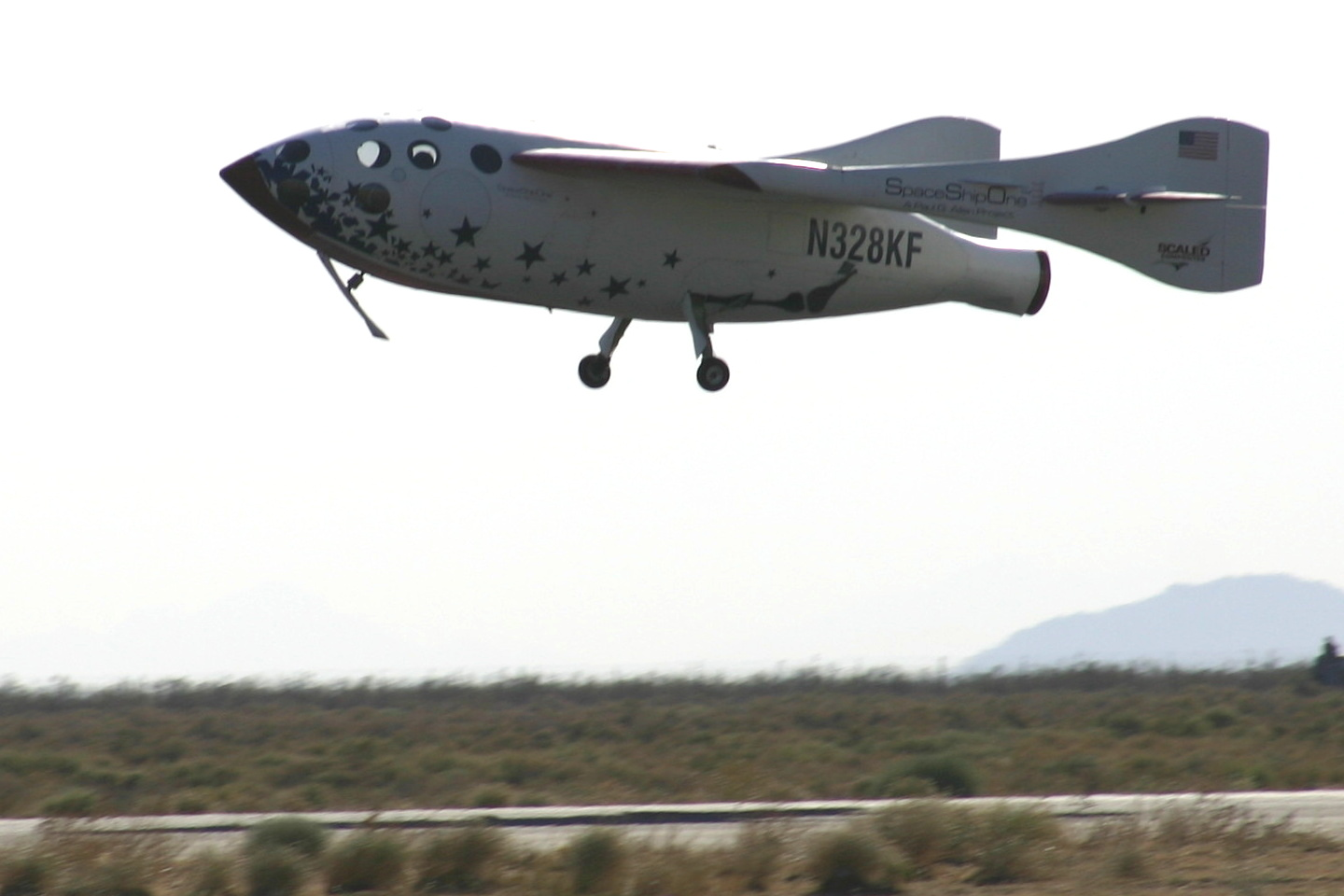
SpaceShipOne — первый частный суборбитальный ракетоплан
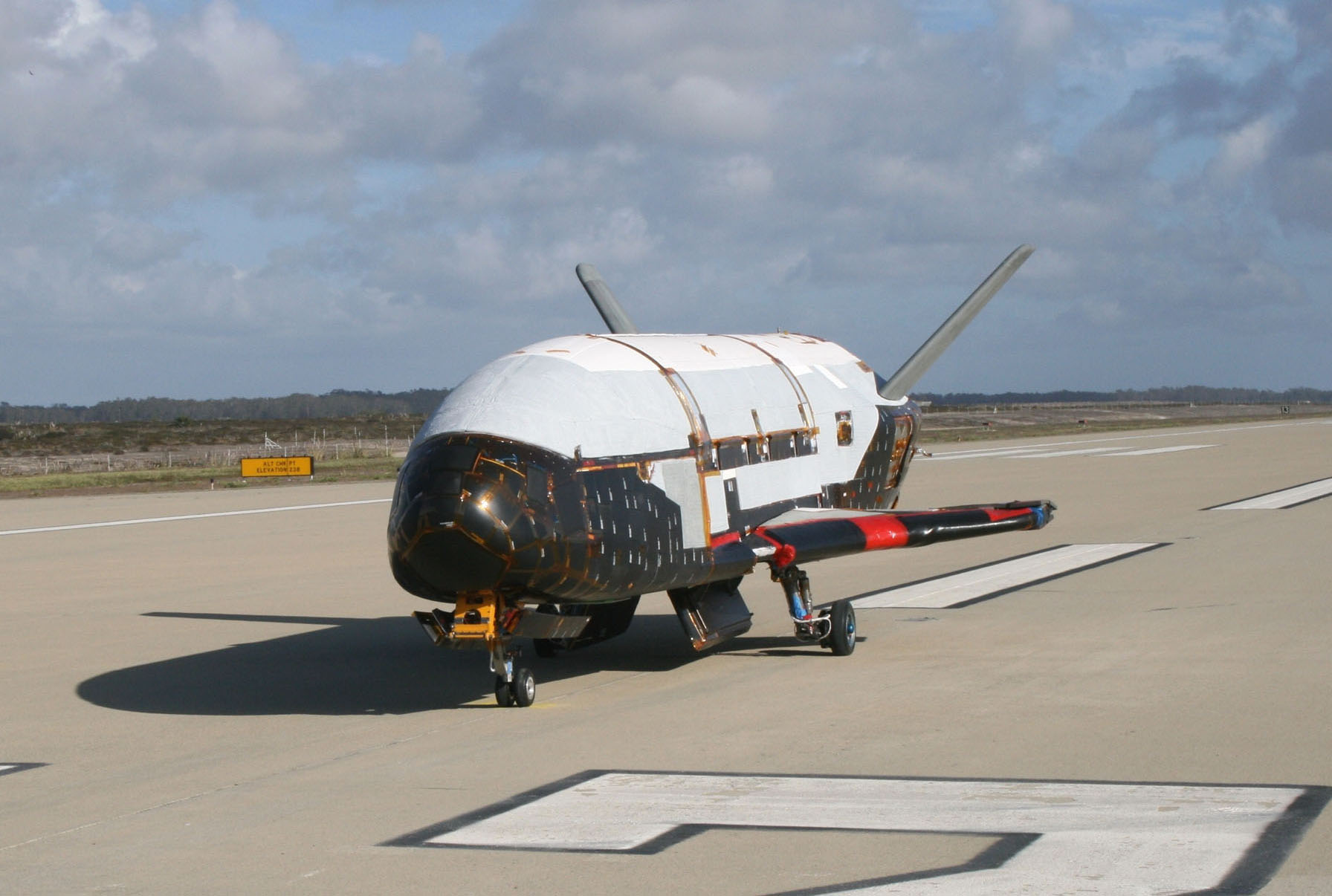
ракетоплан-космоплан Boeing X-37
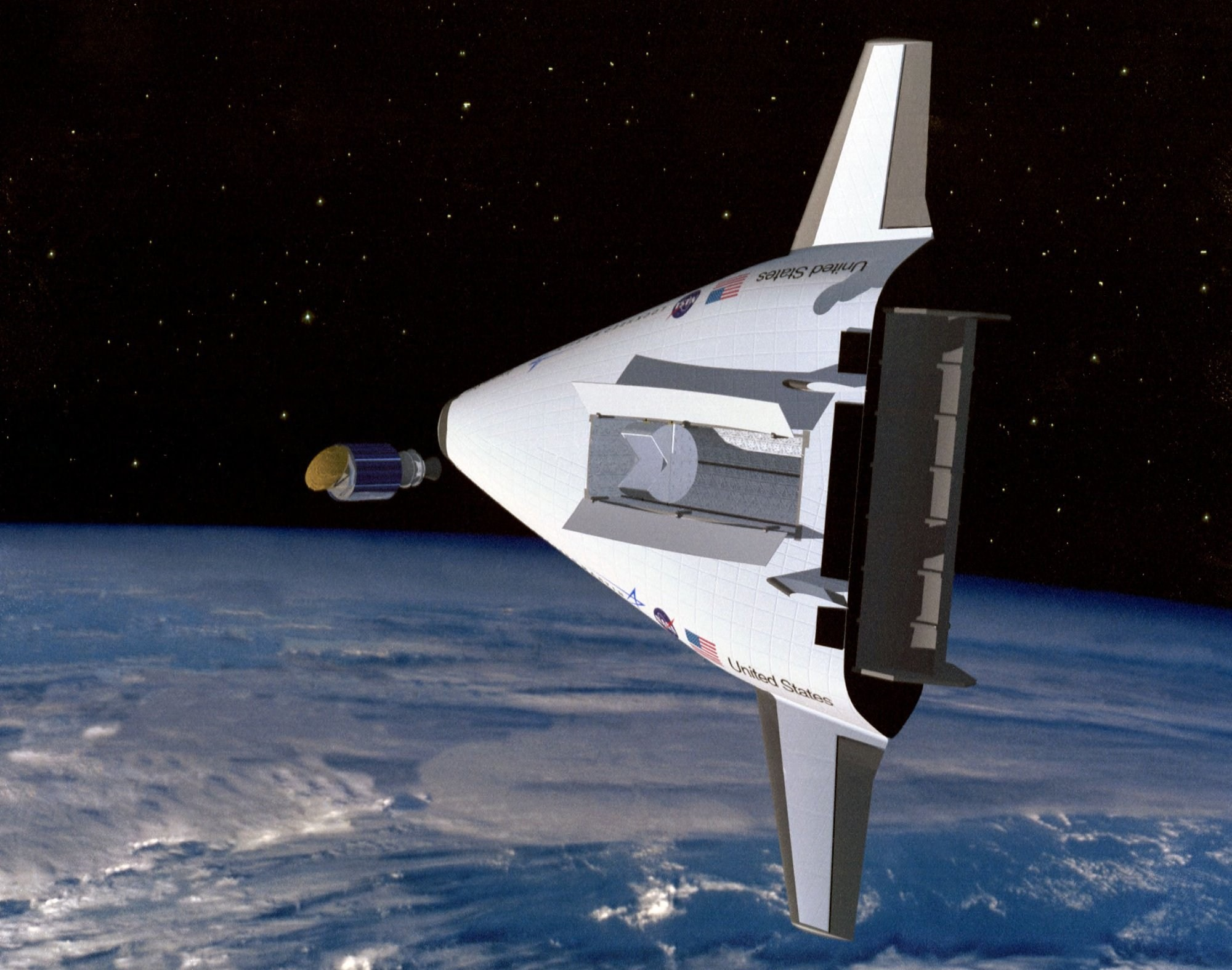
проект ракетоплана-космолёта VentureStar
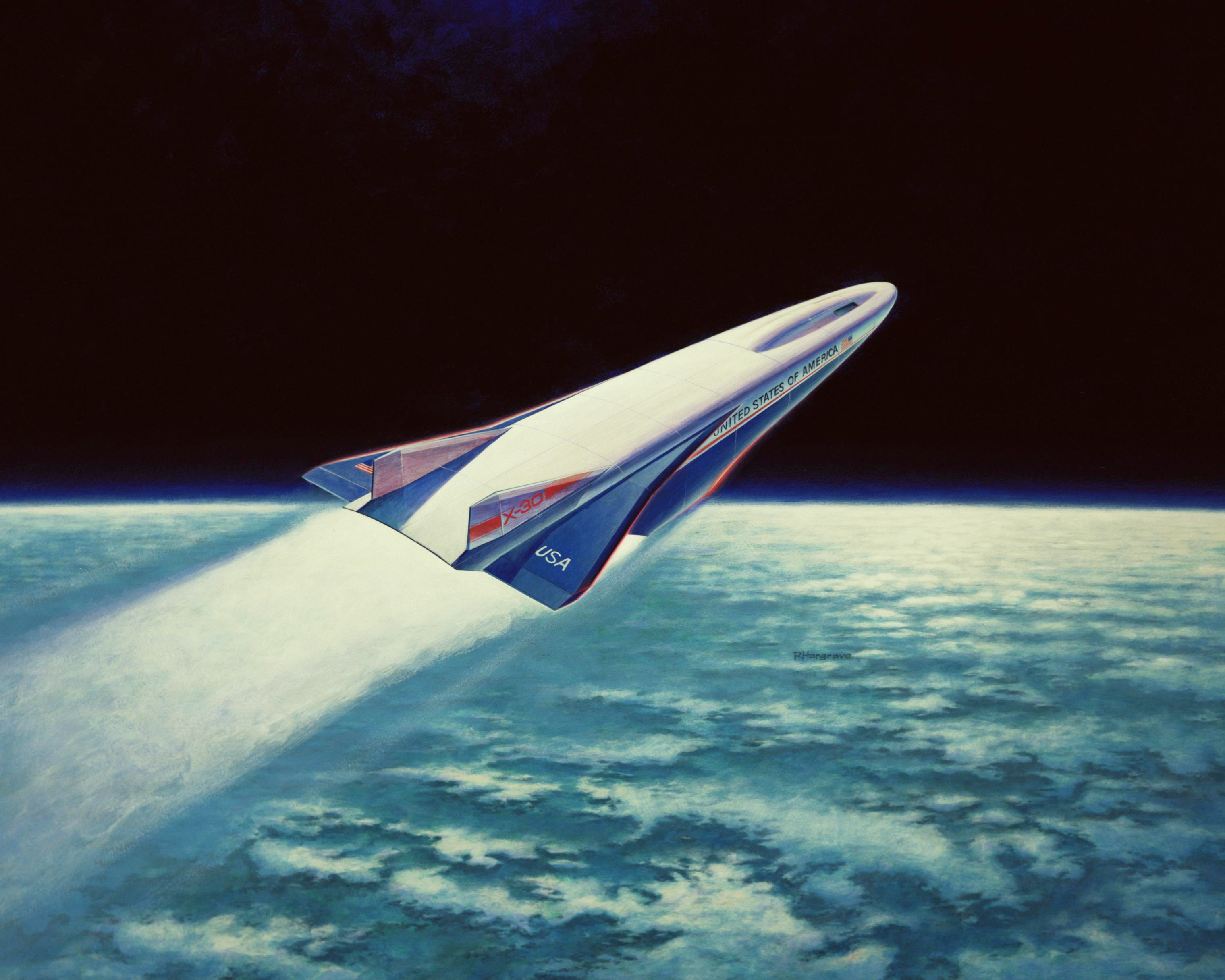
проект ракетоплана-космолёта X-30